# مارک کولز اسمیت
مارک کولز اسمیت (انگلیسی: Mark Coles Smith؛ زادهٔ ۱۹۸۹ (۳۵–۳۶ سال)) بازیگر اهل استرالیا است. وی از سال ۲۰۰۳ میلادی تاکنون مشغول فعالیت بوده‌است.
او در فیلم در اطراف بلوک بازی کرده‌است.